# Procambarus lecontei
Procambarus lecontei är en kräftdjursart som först beskrevs av Hagen 1870.  Procambarus lecontei ingår i släktet Procambarus och familjen Cambaridae. IUCN kategoriserar arten globalt som livskraftig. Inga underarter finns listade i Catalogue of Life.